# Phrontis candei
Phrontis candei is een slakkensoort uit de familie van de Nassariidae. De wetenschappelijke naam van de soort werd in 1847 voor het eerst geldig gepubliceerd door Alcide d'Orbigny.